# بيير إسر
بيير إسر (بالتركية: Pierre Esser؛ بالألمانية: Pierre Esser) هو لاعب كرة قدم تركي وألماني في مركز حراسة المرمى، ولد في 4 ديسمبر 1970 في كولونيا في ألمانيا. لعب مع غلطة سراي وفورتونا دوسلدورف.

## وصلات خارجية
- بيير إسر على موقع اتحاد تركيا (لاعب) (الإنجليزية)
- بيير إسر على موقع بيانات كرة القدم. دي إي (الألمانية)
- بيير إسر على موقع عالم كرة القدم.نت (الإنجليزية)